# جامعة آيسلندا الزراعية
الجامعة الزراعية في أيسلندا هي مؤسسة تعليمية وبحثية تركز على العلوم الزراعية والبيئية، تأسست في 2005. الموقع الرئيسي للجامعة في هفانيري، بالقرب من بورغارنيس، آيسلندا، ولكنها تدير أيضًا مواقع بحثية في هفيراجيرسي وريكيافيك.

## الكليات
كلية علوم البيئة
كلية الأرض والثروة الحيوانية
قسم التعليم المهني والمستمر